# Skandal in der Botschaft
Skandal in der Botschaft ist ein deutscher Spielfilm aus dem Jahre 1950 von Erik Ode und Richard Eichberg, der hier als künstlerischer Oberleiter seinen letzten Film vorlegte. Viktor de Kowa spielt eine Doppelrolle. Der Geschichte liegt die Komödie Ein anständiger Mensch von Georg Fraser zugrunde.

## Handlung
Fred Corvin ist ein pfiffiger junger Mann. Er hat einen Universalschlüssel konstruiert, mit dem er faktisch jedes Schloss öffnen kann. Die Skrupel des Langfingers Fred halten sich jedoch in Grenzen, und da er eines Tages dabei erwischt wird, wie er mit seinem Superschlüssel den Tresor der städtischen Behörden öffnet, landet er prompt hinter Gittern. In der Regierung seines namentlich nicht näher bezeichneten Heimatlandes ist man auf den geschickten Einbrecher aufmerksam geworden, und man bietet ihm ein Geschäft auf Gegenseitigkeit an: Fred kommt frei, wenn er dafür sein Schlüssel-Können im Auftrag des Staates anwendet. Dafür soll er sogar ordentlich entlohnt werden. Fred sagt ja und bekommt den Auftrag, sich des Nachts in die Botschaft einer fremden, „feindlichen“ Macht einzuschleichen, um deren Safe zu knacken. Dort soll sich eine geheime Formel für eine „Wunderwaffe“ befinden, die der eigene Geheimdienst unbedingt in die Finger bekommen möchte.
Diese Aktion ist insofern legal, dieweil ein Agent eben jenes „feindlichen“ Landes diese Formel zuvor gestohlen und in die Botschaft verbracht hatte. Sofort macht sie Fred auf den Weg und kann in die Botschaft eindringen. Nach einigen turbulenten Ereignissen gelingt es dem Langfinger, das Dokument wieder an sich zu bringen. Doch plötzlich werden die Geschehnisse immer verwirrender, denn auf einmal erscheint der asiatische Diplomat Dr. Tamanyo auf der Bildfläche, und der hat eine erstaunliche Ähnlichkeit mit Fred. Nach den folgenden Ereignissen, die Fred eine Katharsis vom Gauner zum geläuterten Staatsbürger durchlaufen lassen, entscheidet er sich dazu, dass es besser wäre, wenn niemand in den Besitz der unheilvollen Formel gelangen würde, und lässt das Dokument kurzerhand verschwinden.

## Produktionsnotizen
Die Dreharbeiten fanden Mitte 1950 in München und den Studios von Geiselgasteig statt. Die Uraufführung erfolgte am 8. Dezember 1950 in Berlin.
Willi A. Herrmann und Heinrich Weidemann zeichneten für die Filmbauten verantwortlich.

## Wissenswertes
Die beiden Hauptdarsteller Viktor de Kowa und Michiko Tanaka waren miteinander verheiratet.

## Kritik
Im Lexikon des Internationalen Films heißt es: „Leichte Kost – recht amüsant angerichtet und serviert.“